# Cantone di Girón
Il Cantone di Girón è un cantone dell'Ecuador che si trova nella Provincia di Azuay.
Il capoluogo del cantone è Girón.